# Равенель, Генри Уильям
Генри Уильям Равенель (англ. Henry William Ravenel; 1814—1887) — американский ботаник и миколог.

## Биография
Генри Уильям Равенель родился 19 мая 1814 года на территории округа Беркли в Южной Каролине. Учился в Колледже Южной Каролины, окончил его с отличием в 1832 году. В 1835 году Равенель женился на Элизабет Гиллиард Сноуден. На протяжении двадцати лет Равенель работал плантатором, в 1853 году переехал в Эйкен, где жил до конца своей жизни. В 1855 году Элизабет умерла, и через два года Равенель женился на Мэри Хьюджер Доусон. После апоклепсического удара слух Равенеля начал стремительно ухудшаться, к концу жизни он совершенно оглох.
Равенель вёл переписку с такими известными европейскими микологами, как Майлз Джозеф Беркли, Камиль Монтань и Элиас Магнус Фрис. В 1869 году Равенель работал ботаником экспедиции профессора Гамджи, направленной на изучение болезни скота в Техасе.
Равенель был почётным членом множества научных обществ США и Европы, в 1886 году он стал доктором права Университета Северной Каролины.
Генри Равенель скончался в Эйкене 17 июля 1887 года.

## Некоторые научные работы
- Ravenel, H.W. (1853—1860). Fungi caroliniani exsiccati.
- Ravenel, H.W.; Cooke, M.C. (1878—1882). Fungi americani exsiccati.
- Ravenel, H.W. (1883). A list of the more common and naturalized plants of South Carolina.

## Роды грибов, названные в честь Г. У. Равенеля
- Ravenelia Berk., 1853
- Ravenelula Speg., 1881